# ロングバケーション (RIP SLYMEの曲)
「ロングバケーション」は、RIP SLYMEの18枚目のシングル。2013年5月22日発売。

## 概要
前作「マタ逢ウ日マデ2010〜冨田流〜」からは約3年ぶり、オリジナルシングルとしては前々作の「STAIRS」以来4年3ヶ月ぶりとなる。
初回プレス特典としてステッカーが、ランダムで50枚のみ「ものすご～く長いロンジャケ」プレゼント当選券が封入されている。
ジャケットは、タイトルとかけた胴の長いバケツがデザインされている。

## 収録曲
1. ロングバケーション (05:17)
(作詞 : RYO-Z, ILMARI, PES, SU 作曲 : PES, DJ FUMIYA)
  - 2012年の1年間リップとして活動していなかったため「長い休暇 ＝ ロングバケーション」というタイトルがついている。
  - PVは囚人服をモチーフにした服を着ている。
2. フラワーチルドレン (03:26)
(作詞 : RYO-Z, ILMARI, PES, SU 作曲 : PES, DJ FUMIYA)